# جيسيكا فافر
جيسيكا فافر هي غطاسة سويسرية، ولدت في 2 مايو 1995 في كانتون فود في سويسرا.

## روابط خارجية
- جيسيكا فافر على موقع الاتحاد الدولي للسباحة (الإنجليزية)
- جيسيكا فافر على موقع قاعدة بيانات الغوص IAT (الألمانية)